# 詹姆斯·希普斯
詹姆斯·希普斯（James M. Heaps，1957年—）是前加州大学洛杉矶分校學生健康中心與附屬醫療中心的妇产科医生，他面临刑事指控和民事诉讼，有女性指控他在病人就诊期间对病人进行性侵犯和骚扰，其中一名起訴人稱他曾將手指伸進她的陰道，又指校方無視舉報、蓄意隱瞞，放任希普斯持續多年接觸受害者。
希普斯医生於1983年在該校行医。2015年，有人在Yelp表示希普斯醫生曾經触摸過患者的乳房。2016年，他還是加州大学薪酬最高的员工之一，年薪达到七位数美元。2018年6月从加州大学洛杉矶分校健康中心退休。2019年5月22日，洛杉矶县地区检察官办公室指控希普斯医生犯有两项欺诈性攻击重罪和一项涉及两名病人的性剥削重罪。2019年6月，希普斯被逮捕。此後校方陸續與指控方達成和解協議。
截至2022年2月，希普斯面臨21項刑事罪名，涉及性侵犯7名女性，不過他否認指控。當月，加州大学洛杉矶分校與203名女性達成庭外和解，校方將支付超過2億4300萬美元，每名受害人獲120萬美元賠償。